# Serkan Günes
Serkan Günes, född 16 mars 1980 i Istanbul i Turkiet, är en svensk-turkisk naturfotograf.

## Biografi
Serkan Günes är mest känd för sitt unika sätt att porträttera det nordiska naturlandskapet. Vid 20 års ålder emigrerade han till Sverige. Han upptogs som svensk medborgare fem år senare.
Günes arbetar i huvudsak i Norden men också i andra delar av världen som Afrika, Arktis, Asien och övriga Europa. 
Enligt Maria Ågren, dåvarande generaldirektör för Naturvårdsverket, besitter Günes “mästarens förmåga att fånga skönheten i vardagliga landskap, liksom självklarheten i det exotiska”.

## Fotografisk och konstnärlig filosofi
Serkan Günes inställning till naturfotografi kombinerar element av dokumentärfotografi och framför allt konstfotografi. Günes tidiga influenser var de traditionella landskapsfotograferna, såsom Ansel Adams och Eliot Porter. Han inspireras av alla “bra bilder” oavsett fotograf, som han uttrycker det.

## Utmärkelser
- 2011: Abiskostipendiet[2], av Hans Majestät Konungen genom Prins Carl Gustafs Stiftelse, Länsstyrelsen i Norrbotten och Svenska Turistföreningen
- 2010: Årets Naturfotograf 2009[3] av Naturvårdsverket
- 2006: Eric Hosking Award[4], av BBC Wildlife Magazine och Naturhistoriska museet i London

## Utställningar
- 2019: "The light of Lapland from above", Fujikina, Tokyo, Japan
- 2017: "The Land of Eight Seasons", Naturum Laponia, Stora Sjöfallet
- 2016: "The Land of Eight Seasons", Photokina, Tyskland
- 2016: "Mitt Tyresta", Tyresta Nationalpark Naturum, Stockholm
- 2015: "Årstider", Vildmarksmässan, Stockholm
- 2014: "Vildmark", Vildmarksmässan, Stockholm
- 2013: "Bruno Liljefors och naturfotograferna"[5], Waldemarsudde, Stockholm
- 2012: "Ljus, ljus och åter ljus"[6], Bollmoradalens kyrka/Svenska kyrkan Tyresö församling, Stockholm
- 2011: "Jakten på ljuset"[7], Naturhistoriska riksmuseet, Stockholm
- 2008: "Mitt Afrika"[8], Fotomässan, Stockholm
- 2008: "Nordiskt ljus"[9], Vildmarksmässan, Stockholm
- 2006: "Wildlife Photographer of the Year"[10], Naturhistoriska museet, London